# Angern (Gemeinde Herzogenburg)
Angern ist eine Ortschaft und eine Katastralgemeinde der Gemeinde Herzogenburg im Bezirk St. Pölten-Land in Niederösterreich. Die Ortschaft hat 143 Einwohner (Stand 1. Jänner 2024).

## Geografie
Das Dorf liegt östlich der Traisen zwischen St. Andrä an der Traisen und Einöd. Durch den Ort führt die Landesstraße L5010.

## Geschichte
Im Jahr 1822 wurde der Ort als Dorf mit neun Häusern genannt, das nach St. Andrä an der Traisen eingepfarrt war, wohin auch die Kinder eingeschult wurden. Die Herrschaft Lilienfeld besaß die Ortsobrigkeit aus und besorgte die Konskription. Die Landgerichtsbarkeit wurde von der Herrschaft Gutenbrunn ausgeübt. Laut Adressbuch von Österreich war im Jahr 1938 in Angern ein Landwirt mit Direktvertrieb ansässig.